# Pakistanische Cricket-Nationalmannschaft in Sri Lanka in der Saison 2009
Die Tour der pakistanischen Cricket-Nationalmannschaft nach Sri Lanka in der Saison 2009 fand vom 29. Juni bis zum 12. August 2009 statt. Die internationale Cricket-Tour war Teil der internationalen Cricket-Saison 2009 und umfasste drei Test Matches, fünf ODIs und ein Twenty20. Sri Lanka gewann die Testserie 2-0 und die ODI-Serie 3-2, während Pakistan das Twenty20 gewann.

## Vorgeschichte
Die Tour fand direkt im Anschluss an die ICC World Twenty20 2009 statt, in der Pakistan das Finale gegen Sri Lanka gewann. Dies war die erste Tour zwischen den beiden Mannschaften nach der Tour 2008/2009, die auf Grund der Anschläge auf die sri-lankische Mannschaft abgebrochen werden musste.

## Stadien
Die folgenden Stadien wurden für die Tour als Austragungsort vorgesehen und am 8. September 2015 bekanntgegeben.
| Stadion  | Stadt                                   | Kapazität | Spiele              |
| -------- | --------------------------------------- | --------- | ------------------- |
| Colombo  | R. Premadasa Stadium (RPS)              | 35.000    | 4. & 5. ODI; 1. T20 |
| Colombo  | Paikiasothy Saravanamuttu Stadium (PSS) | 15.000    | 2. Test             |
| Colombo  | Sinhalese Sports Club Ground (SSC)      | 10.000    | 3. Test             |
| Dambulla | Rangiri Dambulla International Stadium  | 16.800    | 1. – 3. ODI         |
| Galle    | Galle International Stadium             | 35.000    | 1. Test             |

## Kaderlisten
Pakistan benannte seinen Test-Kader am 22. Juni und seinen Limited-Over-Kader am 22. Juli 2009. Sri Lanka benannte seinen test-Kader am 29. Juni, seinen ODI-Kader am 24. Juli und seinen Twenty20-Kader am 10. August 2009.
| Test | Test | ODI | ODI | Twenty20 | Twenty20 |
| Sri Lanka | Pakistan | Sri Lanka | Pakistan | Sri Lanka | Pakistan |
| --- | --- | --- | --- | --- | --- |
| - Kumar Sangakkara (K, wk) - Tillakaratne Dilshan - Mahela Jayawardene - Chamara Kapugedera - Nuwan Kulasekara - Suranga Lakmal - Angelo Mathews - Ajantha Mendis - Muthiah Muralitharan - Tharanga Paranavitana - Dhammika Prasad - Thilan Samaraweera - Kaushal Silva - Thilan Thushara - Malinda Warnapura | - Younis Khan (K) - Abdul Razzaq - Abdur Rauf - Danish Kaneria - Faisal Iqbal - Fawad Alam - Misbah-ul-Haq - Mohammad Amir - Mohammad Yousuf - Kamran Akmal (wk) - Khurram Manzoor - Saeed Ajmal - Salman Butt - Shoaib Malik - Umar Gul | - Kumar Sangakkara (K, wk) - Malinga Bandara - Sanath Jayasuriya - Mahela Jayawardene - Thilina Kandamby - Chamara Kapugedera - Nuwan Kulasekara - Lasith Malinga - Angelo Mathews - Ajantha Mendis - Muttiah Muralitharan - Thilan Samaraweera - Upul Tharanga - Thilan Thushara - Isuru Udana | - Younis Khan (K) - Abdul Razzaq - Fawad Alam - Imran Nazir - Kamran Akmal (wk) - Misbah-ul-Haq - Mohammad Amir - Mohammad Yousuf - Nasir Jamshed - Rana Naved-ul-Hasan - Rao Iftikhar Anjum - Saeed Ajmal - Shahid Afridi - Shoaib Malik - Umar Akmal - Umar Gul | - Kumar Sangakkara (K, wk) - Malinga Bandara - Sanath Jayasuriya - Mahela Jayawardene - Thilina Kandamby - Chamara Kapugedara - Nuwan Kulasekara - Lasith Malinga - Angelo Matthews - Ajantha Mendis - Muttiah Muralitharan - Upul Tharanga - Thilan Thushara - Isuru Udana - Mahela Udawatte | - Younis Khan (K) - Abdul Razzaq - Fawad Alam - Imran Nazir - Kamran Akmal (wk) - Misbah-ul-Haq - Mohammad Amir - Mohammad Yousuf - Nasir Jamshed - Rao Iftikhar Anjum - Rana Naved-ul-Hasan - Saeed Ajmal - Shahid Afridi - Shoaib Malik - Umar Akmal - Umar Gul |

## Tour Matches
| 29. Juni – 1. Juli Scorecard | Colombo (NCC) | Sri Lanka Cricket XI 345-5d (89.4) & 137-2d (37.4) | – | Pakistanis 400-8d (90) & 54-4 (18) |
|                              |               | Remis                                              |   |                                    |

| 27. Juli Scorecard | Kurunegala | Sri Lanka A 348-6 (50)          | – | Pakistanis 333 (50) |
|                    |            | Sri Lanka A gewinnt mit 15 Runs |   |                     |

## Tests

### Erster Test in Galle
| 4. – 8. Juli Scorecard | Galle | Sri Lanka 292 (80.2) & 217 (56.2) | – | Pakistan 342 (94) & 117 (44.3) |
|                        |       | Sri Lanka gewinnt mit 50 Runs     |   |                                |

### Zweiter Test in Colombo (PSS)
| 12. – 16. Juli Scorecard | Colombo (PSS) | Pakistan 90 (36) & 320 (96.4)   | – | Sri Lanka 240 (80) & 171-3 (31.5) |
|                          |               | Sri Lanka gewinnt mit 7 Wickets |   |                                   |

### Dritter Test in Colombo (SSC)
| 20. – 24. Juli Scorecard | Colombo (SSC) | Pakistan 299 (89.4) & 425-9d (123) | – | Sri Lanka 233 (68.3) & 391-4 (134) |
|                          |               | Remis                              |   |                                    |

## One-Day Internationals

### Erstes ODI in Dambulla
| 30. Juli Scorecard | Dambulla | Sri Lanka 232-9 (50)          | – | Pakistan 196 (44.4) |
|                    |          | Sri Lanka gewinnt mit 36 Runs |   |                     |

### Zweites ODI in Dambulla
| 1. August Scorecard | Dambulla | Pakistan 168 (47)               | – | Sri Lanka 169-4 (43.4) |
|                     |          | Sri Lanka gewinnt mit 6 Wickets |   |                        |

### Drittes ODI in Dambulla
| 3. August Scorecard | Dambulla | Pakistan 288-8 (50)             | – | Sri Lanka 289-4 (46.3) |
|                     |          | Sri Lanka gewinnt mit 6 Wickets |   |                        |

### Viertes ODI in Colombo (RPS)
| 7. August Scorecard | Colombo (RPS) | Pakistan 321-5 (50)           | – | Sri Lanka 175 (36.1) |
|                     |               | Pakistan gewinnt mit 146 Runs |   |                      |

### Fünftes ODI in Colombo (RPS)
| 9. August Scorecard | Colombo (RPS) | Pakistan 279-8 (50)           | – | Sri Lanka 147 (34.2) |
|                     |               | Pakistan gewinnt mit 132 Runs |   |                      |

## Twenty20 International in Colombo (RPS)
| 12. August Scorecard | Colombo (RPS) | Pakistan 172-5 (20)          | – | Sri Lanka 120 (18.1) |
|                      |               | Pakistan gewinnt mit 52 Runs |   |                      |

Der pakistanische Bowler Saeed Ajmal wurde auf Grund von provozierendem Verhalten mit einer Geldstrafe belegt.

## Statistiken
Die folgenden Cricketstatistiken wurden bei dieser Tour erzielt.
| Tests                 | Tests      | Tests   | Tests   | Tests   | Tests   | Tests   | Tests   | Tests   |
| Batting               | Batting    | Batting | Batting | Batting | Batting | Batting | Batting | Batting |
| Spieler               | Mannschaft | Spiele  | Innings | Runs    | Average | HS      | 100s    | 50s     |
| --------------------- | ---------- | ------- | ------- | ------- | ------- | ------- | ------- | ------- |
| Kumar Sangakkara      | Sri Lanka  | 3       | 6       | 331     | 66,20   | 130*    | 1       | 1       |
| Shoaib Malik          | Pakistan   | 3       | 6       | 262     | 52,40   | 134     | 1       | 0       |
| Mohammad Yousuf       | Pakistan   | 3       | 6       | 253     | 42,16   | 112     | 1       | 1       |
| Tharanga Paranavitana | Sri Lanka  | 3       | 6       | 242     | 40,33   | 73      | 0       | 2       |
| Fawad Alam            | Pakistan   | 2       | 4       | 216     | 54,00   | 168     | 1       | 0       |
| Bowling               |            |         |         |         |         |         |         |         |
| Spieler               | Mannschaft | Spiele  | Overs   | Wickets | Average | BBI     | 5W      | 10W     |
| Nuwan Kulasekara      | Sri Lanka  | 3       | 95.4    | 17      | 15,05   | 4/21    | 0       | 0       |
| Rangana Herath        | Sri Lanka  | 3       | 137.3   | 15      | 26,93   | 5/99    | 2       | 0       |
| Saeed Ajmal           | Pakistan   | 3       | 146.4   | 14      | 30,07   | 4/87    | 0       | 0       |
| Thilan Thushara       | Sri Lanka  | 3       | 102.4   | 12      | 31,08   | 5/83    | 1       | 0       |
| Danish Kaneria        | Pakistan   | 1       | 56.3    | 7       | 25,14   | 5/62    | 1       | 0       |
| Umar Gul              | Pakistan   | 3       | 70      | 7       | 44,00   | 4/43    | 0       | 0       |

| ODIs                 | ODIs       | ODIs    | ODIs    | ODIs    | ODIs    | ODIs    | ODIs    | ODIs    |
| Batting              | Batting    | Batting | Batting | Batting | Batting | Batting | Batting | Batting |
| Spieler              | Mannschaft | Spiele  | Innings | Runs    | Average | HS      | 100s    | 50s     |
| -------------------- | ---------- | ------- | ------- | ------- | ------- | ------- | ------- | ------- |
| Younis Khan          | Pakistan   | 5       | 5       | 244     | 48,80   | 89      | 0       | 2       |
| Mahela Jayawardene   | Sri Lanka  | 5       | 5       | 218     | 43,60   | 123     | 1       | 0       |
| Umar Akmal           | Pakistan   | 4       | 4       | 192     | 64,00   | 102*    | 1       | 1       |
| Upul Tharanga        | Sri Lanka  | 5       | 5       | 183     | 36,60   | 80      | 0       | 2       |
| Kamran Akmal         | Pakistan   | 5       | 5       | 135     | 27,00   | 57      | 0       | 1       |
| Bowling              |            |         |         |         |         |         |         |         |
| Spieler              | Mannschaft | Spiele  | Overs   | Wickets | Average | BBI     | 5W      | 10W     |
| Thilan Thushara      | Sri Lanka  | 4       | 37      | 9       | 20,22   | 3/29    | 0       | 0       |
| Mohammad Amir        | Pakistan   | 5       | 43.1    | 9       | 20,33   | 4/28    | 0       | 0       |
| Nuwan Kulasekara     | Sri Lanka  | 4       | 35      | 7       | 23,85   | 3/46    | 0       | 0       |
| Muttiah Muralitharan | Sri Lanka  | 3       | 30      | 6       | 25,16   | 2/41    | 0       | 0       |
| Shahid Afridi        | Pakistan   | 5       | 36.2    | 6       | 31,66   | 2/16    | 0       | 0       |

| Twenty20         | Twenty20   | Twenty20 | Twenty20 | Twenty20 | Twenty20 | Twenty20 | Twenty20 | Twenty20 |
| Batting          | Batting    | Batting  | Batting  | Batting  | Batting  | Batting  | Batting  | Batting  |
| Spieler          | Mannschaft | Spiele   | Innings  | Runs     | Average  | HS       | 100s     | 50s      |
| ---------------- | ---------- | -------- | -------- | -------- | -------- | -------- | -------- | -------- |
| Shahid Afridi    | Pakistan   | 1        | 1        | 50       | 50,00    | 50       | 0        | 1        |
| Imran Nazir      | Pakistan   | 1        | 1        | 40       | 40,00    | 40       | 0        | 0        |
| Kumar Sangakkara | Sri Lanka  | 1        | 1        | 38       | 38,00    | 38       | 0        | 0        |
| Umar Akmal       | Pakistan   | 1        | 1        | 30       | 30,00    | 30       | 0        | 0        |
| Abdul Razzaq     | Pakistan   | 1        | 1        | 25       |          | 25*      | 0        | 0        |
| Bowling          |            |          |          |          |          |          |          |          |
| Spieler          | Mannschaft | Spiele   | Overs    | Wickets  | Average  | BBI      | 5W       | 10W      |
| Saeed Ajmal      | Pakistan   | 1        | 4        | 3        | 6,00     | 3/18     | 0        | 0        |
| Naved-ul-Hasan   | Pakistan   | 1        | 3.1      | 3        | 6,33     | 3/19     | 0        | 0        |
| Thilan Thushara  | Sri Lanka  | 1        | 4        | 2        | 18,50    | 2/37     | 0        | 0        |
| Shahid Afridi    | Pakistan   | 1        | 4        | 1        | 21,00    | 1/21     | 0        | 0        |
| Mohammad Amir    | Pakistan   | 1        | 3        | 1        | 22,00    | 1/22     | 0        | 0        |
| Angelo Mathews   | Sri Lanka  | 1        | 3        | 1        | 25,00    | 1/25     | 0        | 0        |
| Lasith Malinga   | Sri Lanka  | 1        | 4        | 1        | 28,00    | 1/28     | 0        | 0        |
| Iftikhar Anjum   | Pakistan   | 1        | 4        | 1        | 34,00    | 1/34     | 0        | 0        |
| Nuwan Kulasekara | Sri Lanka  | 1        | 4        | 1        | 37,00    | 1/37     | 0        | 0        |

## Player of the Series
Als Player of the Series wurden die folgenden Spieler ausgezeichnet.
| Serie | Player of the Series |
| ----- | -------------------- |
| Test  | Nuwan Kulasekara     |
| ODI   | Thilan Thushara      |

### Player of the Match
Als Player of the Match wurden die folgenden Spieler ausgezeichnet.
| Spiel   | Player of the Match         |
| ------- | --------------------------- |
| 1. Test | Rangana Herath              |
| 2. Test | Fawad Alam Nuwan Kulasekara |
| 3. Test | Kumar Sangakkara            |
| 1. ODI  | Muttiah Muralitharan        |
| 2. ODI  | Chamara Kapugedera          |
| 3. ODI  | Mahela Jayawardene          |
| 4. ODI  | Umar Akmal                  |
| 5. ODI  | Naved-ul-Hasan              |
| 1. T20  | Shahid Afridi               |